# 특근 (영화)
《특근》(영어: After Hours)은 1985년 개봉된 미국의 블랙 코미디 영화이다. 마틴 스코세이지가 감독하고, 그리핀 던, 로재나 아켓 등이 출연하였다. 제1회 인디펜던트 스피릿 어워드(1985) 작품상 수상작이다.

## 출연
- 그리핀 던
- 로재나 아켓
- 버나 블룸
- 토머스 총
- 린다 피오렌티노
- 테리 가
- 존 허드
- 치치 매린
- 캐서린 오하라
- 딕 밀러
- 윌 패튼
- 브론슨 핀초
- 래리 블록
- 빅터 아고
- 마틴 스코세이지

## 기타 제작진
- 협력 제작: 데버라 신들러
- 배역: 메리 커훈
- 미술: 제프리 타운젠드
- 의상: 리타 라이액